# Saxifraga ludingensis
Saxifraga ludingensis là một loài thực vật có hoa trong họ Saxifragaceae. Loài này được J.T. Pan mô tả khoa học đầu tiên năm 2007.